# Doctora al paradís
Doctora al paradís (títol original en alemany, Die Inselärztin) és una sèrie de televisió del canal Das Erste amb Anja Knauer en el paper principal, que s'emet a la secció Endlich Freitag im Ersten. La sèrie està ambientada a l'illa de Maurici. El primer episodi es va emetre el gener de 2018. S'ha doblat al valencià per a À Punt, que va estrenar-la el 4 d'agost de 2024.

## Concepte
La protagonista de la sèrie, la doctora Filipa Wagner (Anja Knauer), vol començar una nova vida a Maurici i desfer-se del passat. Però també ha d'afrontar nous reptes a l'oceà Índic i demostrar les seves habilitats mèdiques en condicions difícils. També comença una nova relació gens fàcil amb un company, que tampoc li permet relaxar-se en la seva vida privada.

## Valoració de l'equip
Knauer, Licht, Ricketts, Zierl i Zoudé van concedir una entrevista conjunta i van respondre a la pregunta sobre què distingeix la sèrie mèdica de les altres i en què es diferencia d'altres formats de la següent manera: Anja Knauer va dir que el personatge que interpretava té la seva pràctica en un hotel de 5 estrelles en una petita illa al mig de l'oceà Índic i és "una metgessa molt idiosincràtica i inusual". Les històries es veurien "darrere de la seva forta façana", "igual que darrere de les escenes d'aquest hotel" i també expliquen "la vida de vegades no fàcil dels habitants dels pobles". Tant la càmera com la producció són molt modernes, com els personatges. Tobias Licht va reprendre l'últim pensament de Knauer i va dir que l'adjectiu "modern" descriu els personatges "molt bé". Les històries s'expliquen a gran velocitat. Maurici és "el focus amb tots els seus colors, però sense eclipsar els personatges, els seus problemes i conflictes". La "part mèdica" és "complexa i autèntica". Tyron Ricketts va opinar que Doctora al paradís combinava "emoció, humor i amor en pel·lícules de molt alta qualitat". Li agradava especialment el fet que hi hagués "molts papers importants" en els quals "els actors negres són interpretats com a persones i no com a tòpics". Helmut Zierl va afegir que creia que havien "aconseguit molt bé combinar diferents gèneres". També va assegurar que el públic "estima les sèries mèdiques tant com les històries d'hotels".
Quan se li va preguntar com encaixarien les personalitats que interpretaven, que no podien ser més diferents, va respondre Tobias Licht assegurant que aquesta és precisament la força del format. A causa de les múltiples facetes i personatges, es mostra segur "que [la sèrie] no serà avorrida". Anja Knauer va dir que la Filipa i l'Emi es trobarien força ràpidament i desenvoluparien una amistat real. Les coses no van tan bé amb el director de l'hotel al principi, ja que ell i el seu personatge, la Filipa, són "forts animals alfa" a la seva manera. Dennenesch Zoudé va assenyalar que l'apassionant de la vida a l'hotel era que "l'atzar reuneix els personatges més diversos sota un mateix sostre" i "els enfronta entre ells que d'una altra manera no es trobarien". Helmut Zierl va afegir que això era exactament el que determinava "la qualitat" dels episodis. Aquesta combinació també té "un gran potencial per a més històries".
Una altra qüestió era si rodar en una illa era més relaxat que a Alemanya i què era especialment memorable per a cadascuú. Anja Knauer es va referir a l'equip, que parlava quatre idiomes diferents: "Va ser molt emocionant i divertit, però per descomptat també un gran repte de vegades". L'actriu també va afegir que "va passar tot un dia de rodatge al mar, això va ser molt especial" i va poder revelar que "en realitat hi havia molts dofins". Helmut Zierl va dir rient que no podria haver filmat d'una manera més relaxada "a quaranta graus a l'ombra amb vestit de doble botonadura, armilla i corbata". Dennenesch Zoudé va respondre que li agradava "l'actitud relaxada i amistosa dels illencs davant la vida". "El sol sempre brilla, per molt dolentes que siguin les persones", va dir.

## Repartiment

### Principal
| Intèrpret        | Paper             | Episodis |
| ---------------- | ----------------- | -------- |
| Anja Knauer      | Filipa Wagner     | 1-6      |
| Tobias Licht     | Daniel Bucher     | 1-6      |
| Helmut Zierl     | Director Kulovits | 1-6      |
| Tyron Ricketts   | Mike Kulovits     | 1-6      |
| Dennenesch Zoudé | Emi               | 1-6      |
| Sarah Warth      | Isabelle          | 1-6      |
| Anne Bolik       | Sarah             | 1-4      |
| Inez Bjørg David | Jenny             | 4-6      |
| Erik Madsen      | Devin             | 5-6      |

### Secundari
| Intèrpret              | Paper          | Episodis |
| ---------------------- | -------------- | -------- |
| Valentina Sauca        | Rachel         | 1, 2     |
| Selam Tadese           | Jimmy          | 1, 2     |
| Gerhard Wittmann       | Karli          | 1        |
| Diane Nuteau           | Lina           | 1        |
| Morgan Louis           | Bo             | 1        |
| Errol Trotman-Harewood | Devereux       | 2        |
| Andreas Guenther       | Tom            | 2        |
| Siegfried Terpoorten   | Martin         | 2        |
| Doris Schretzmayer     | Steffi         | 2        |
| Nadine Kösters         | Charlotte      | 2        |
| Sonja Kirchberger      | Andrea Richter | 2        |
| Friedrich von Thun     | Dr. Mantler    | 3, 4     |
| Adnan Maral            | Robert         | 3        |
| Philip Noah Schwarz    | Oliver         | 3        |
| Kimaya Cortot          | Deesha         | 3        |
| Amanda Khan            | Tania          | 3        |
| Suzanne von Borsody    | Martina        | 3        |
| Dimitri Abold          | Jean           | 5        |
| Wainde Wane            | Tom            | 5        |
| Anna Habsburg          | Nathalie       | 6        |
| Ole Fischer            | Martin         | 6        |
| Armin Rohde            | Horst          | 6        |

## Llista d'episodis
| Núm. total | Núm. de la temporada | Títol                                         | Direcció      | Guió                                      | Data d'emissió original | Data d'emissió a À Punt |
| ---------- | -------------------- | --------------------------------------------- | ------------- | ----------------------------------------- | ----------------------- | ----------------------- |
| 1          | 1                    | «Un lloc al paradís» «Neustart auf Mauritius» | Peter Stauch  | Maja Brandstetter i Wolfgang Brandstetter | 19 de gener de 2018     | 4 d'agost de 2024       |
| 2          | 2                    | «Emergència al paradís» «Notfall im Paradies» | Peter Stauch  | Maja Brandstetter i Wolfgang Brandstetter | 26 de gener de 2018     | 11 d'agost de 2024      |
| 3          | 3                    | «El secret» «Das Geheimnis»                   | Peter Stauch  | Maja Brandstetter i Wolfgang Brandstetter | 4 de gener de 2019      | 18 d'agost de 2024      |
| 4          | 4                    | «La decisió» «Die Entscheidung»               | Peter Stauch  | Maja Brandstetter i Wolfgang Brandstetter | 11 de gener de 2019     | 25 d'agost de 2024      |
| 5          | 5                    | «Una prova de valor» «Die Mutprobe»           | Michael Karen | Maja Brandstetter i Wolfgang Brandstetter | 31 de gener de 2020     | 1 de setembre de 2024   |
| 6          | 6                    | «L'enigma» «Das Rätsel»                       | Michael Karen | Maja Brandstetter i Wolfgang Brandstetter | 7 de febrer de 2020     | 8 de setembre de 2024   |

## Crítica
El diari Süddeutsche Zeitung, referent a l'episodi 1, va afirmar el següent: "Malgrat tots els tòpics, l'episodi pilot de Doctora al paradís té una frescor agradable. No només perquè el personatge principal és una dona brillant amb trets antiherois. Però també perquè, malgrat l'entorn de l'hotel de luxe, la sèrie no vol tancar els ulls completament a la dura realitat del país".